# Christl Mardayn
Christl Mardayn, född 8 december 1896 i Wien, Österrike-Ungern, död 24 juli 1971 i Wien, Österrike, var en österrikisk skådespelare och operasångare. Hon var gift med skådespelaren och regissören Hans Thimig.

## Filmografi, urval
- 1935 – Den maskerade hertigen
- 1935 – Värdshuset Vita hästen
- 1939 – Gäckande hatten
- 1950 – Hjärtan i landsflykt
- 1954 – Första valsen
- 1954 – Bel Ami
- 1957 – Fröken går i ringen